# Clariallabes manyangae
Clariallabes manyangae es una especie de pez de la familia Clariidae en el orden de los Siluriformes.

## Morfología
• Los machos pueden llegar alcanzar los 15 cm de longitud total.

## Distribución geográfica
Se encuentran en África, concretamente en la República Democrática del Congo (antiguo Congo Belga).